# Ivan Susanin
Ivan Susanin (ryska: Иван Сусанин), död 1613, var en rysk bonde.
Susanin räddade tsar Mikael I av Ryssland 1613 i byn Domnino nära Kostroma genom att ej röja hans vistelseort för polackerna och blev därför torterad till döds av dem. I den ryska folkfantasin blev Susanin en nationalhjälte och har ofta besjungits i den ryska vitterheten (till exempel Catterino Cavos opera "Ivan Susanin" och Michail Glinkas mycket populära "Livet för tsaren"). Hans historiska personlighet var länge omstridd, och Nikolaj Kostomarov förnekade rentav hans existens. Nyare forskning av Vasilij Samarjanov (1882) undanröjde dock alla tvivel. Av tsar Mikael fick Susanins svärson 1619 en handskrivelse med några gårdar i belöning.  Ett monument över Susanin restes 1838 i Kostroma.